# Lust in the Dust
Lust in the Dust (letteralmente tradotto "Passione nella polvere") è una commedia western del 1985 diretta da Paul Bartel con protagonisti Lainie Kazan, l'iconica drag queen Divine e Tab Hunter, qui alla loro seconda collaborazione dopo Polyester di John Waters.
Questo è il primo film di cui Tab Hunter è anche produttore.

## Trama
La piccola cittadina di Chily Verde, nel Nuovo Messico, porta una leggenda lontana di un ricchissimo tesoro, e attira a sé i più disparati avventurieri in cerca di esso. La carnosa cantante Rosie Velez giunge in città insieme al solitario pistolero Abel Wood, con la scusa di essere in cerca di lavoro, ma si troveranno davanti l'autoritaria Marguerita Ventura, proprietaria del bordello più malfamato del Mississippi, lì da anni a cercare l'oro, e per nulla intenzionata a mollarlo facilmente.

## Produzione
A John Waters fu chiesto di dirigere il film, ma rifiutò, perché la sceneggiatura non era sua.
Edith Massey fu scelta per impersonare il ruolo di Big Ed, ma morì poco dopo i primi screen test. Paul Bartel era poco d'accordo nell'averla nel cast, perché, oltre all'umorismo nero e l'approccio sopra le righe, alla fine sarebbe sembrato troppo un film nello stile di John Waters, ma senza John Waters. Il ruolo di Marguerita Ventura fu inizialmente scritto per Chita Rivera, poi andato a Lainie Kazan.

## Accoglienza
Inedito in Italia, in USA il film uscì il 1º marzo del 1985, e, a fronte di un budget di 3 milioni di dollari, fu accolto molto positivamente, con un moderato successo al box office.